# Estanyet de Clavera
L'estanyet de Clavera és un llac situat en el massís de Marimanya a una altitud de 2.233 metres. Es troba al vessant sud del Pic de Clavera, muntanya integrant de la cadena axial pirinenca. L'estany es troba dintre del Parc Natural de l'Alt Pirineu i pertany al municipi d'Alt Àneu, a la comarca del Pallars Sobirà.